# Dennis Vosper
Pour les articles homonymes, voir Vosper.
Dennis Forwood Vosper, baron Runcorn (2 janvier 1916 - 20 janvier 1968) est un homme politique du Parti conservateur britannique. 

## Biographie
Formé à The Leas, Hoylake, Marlborough College et au Pembroke College, Cambridge, il travaille d'abord avec Wilson, Vosper & Coltart, Ships Store & Export Merchants, à Liverpool. Il est nommé dans le Cheshire Regiment (Armée territoriale) en avril 1939 et sert jusqu'aux années 1950, atteignant le grade de major. 
Il est élu député de Runcorn, Cheshire en 1950, occupant le siège jusqu'en 1964. 
Il est whip conservateur de 1950 à 1954; en tant que Lord Commissaire du Trésor, 1951–1954; Secrétaire parlementaire du ministère de l'Éducation, octobre 1954-janvier 1957; Ministre de la Santé, 1957, dont il démissionne pour cause de maladie en septembre 1957. Il est chef de la délégation parlementaire aux Antilles, 1958. Il est sous-secrétaire d'État parlementaire conjoint pour le ministère de l'Intérieur, 1959–1960, ministre d'État à l'Intérieur, 1960–1961; et secrétaire de la coopération technique, 1961-1963. 
Il est nommé conseiller privé en 1957 et créé pair à vie le 20 avril 1964 en tant que baron Runcorn, de Heswall dans le comté palatin de Chester. 